# Kastelenstraat

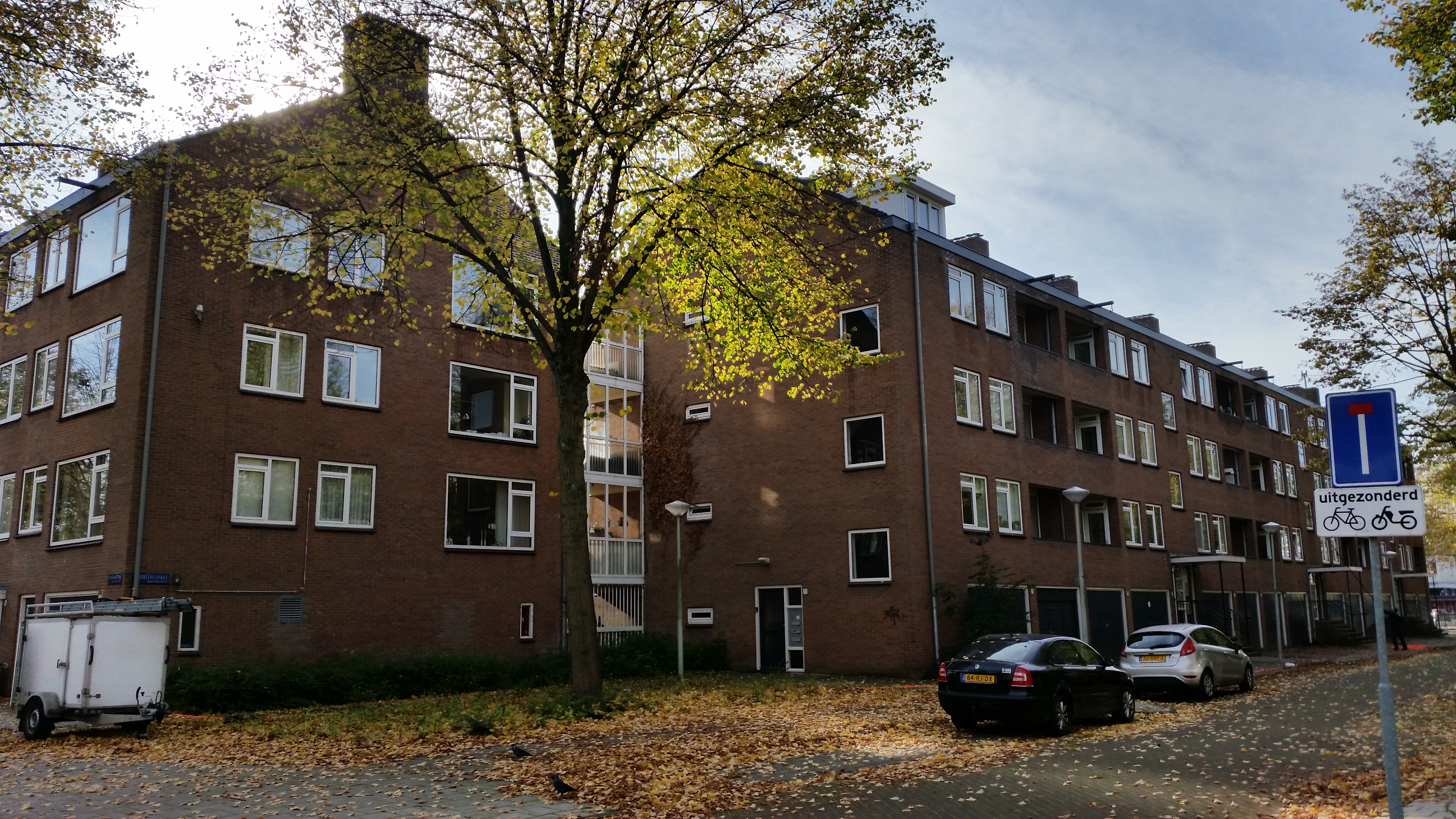
Rechts Kastelenstraat 273-313 (oktober 2019)

De Kastelenstraat is een straat in Amsterdam-Zuid, Buitenveldert.

## Geschiedenis en ligging
De straat kreeg haar naam bij raadsbesluit van 7 januari 1959. De straat is vernoemd naar kasteel als aanduiding van een bouwwerk. De straat doorkruist een wijk, waarin straten vernoemd zijn naar per provincie gerangschikte kastelen, ook de provincies zijn benoemd, zoals Zeelandstraat. De straat werd aangepast op 16 september 1959 en 6 januari 1960. Op 3 februari 1965 werd het deel ten westen van de Buitenveldertselaan omgedoopt tot Zwaansvliet. 
Sindsdien loopt straat vanaf de Noord-Brabantstraat tot aan die Buitenveldertselaan, origineel zou ze lopen tot de Rottersdamseweg; een weg die niet verder kwam dan de tekentafel. Ze loopt parallel aan meerdere straten die deze wijk van oost naar west doorsnijden. Daar waar de Van Nijenrodeweg ( ten noorden van de Kastelenlaan) en de Van Boshuizenstraat (ten zuiden) drukke doorgaande verkeerswegen werden, bleef dit lot de Kastelenstraat bespaard. Zo heeft de Kastelenstraat aan het oosteind wel via Nieuwe Herlaer een verbinding met de verkeerstechnisch belangrijke Europaboulevard maar daar is alleen een verbinding voor voetgangers en fietsers. Ook de kruising met de Buitenveldertselaan aan de westzijde is geen complete kruising. Vanuit de Kastelenstraat kan gemotoriseerd verkeer alleen noordwaarts, de Kastelenstraat is alleen vanuit het zuiden toegankelijk vanaf de laan. Ook het gehele traject is niet doorgaand. De straat wordt onderbroken door vier vierkante poortgebouwen, waarvan de poorten in het verlengde liggen van de straat, maar alleen toegankelijk zijn voor voetgangers.
Gezien de verkeersconstructie van de straat is deze ongeschikt voor openbare vervoer.

## Gebouwen
De bebouwing dateert van 1959 tot laat in de jaren zestig. Daarbij zijn bij het ontwerp van de woningen bekende en onbekende architecten ingeschakeld. Zo is het eerste blok aan Nieuwe Herlaer ontworpen door Piet Zanstra, Ab Gmelig Meyling en Peter de Clercq Zubli. Daarna volgen werken van Adolph Eibink en J. Brouwer (hoogte Aldendriel en Zuidewijn). Ter hoogte van het pleintje Kanteel staan twee symmetrische geplaatste blokken van Henk Brakel. Ter hoogte van de Zeelandstraat bevindt zich werk van Christiaan Nielsen, Joop Spruit en Wouter van de Kuilen. Bij Sonneveld staan flats van opnieuw Piet Zanstra, maar dan samen ontworpen met Lucas Göbel en Gerardus den Hertog. De straat wordt ook afgesloten met een blok van die drie. De vier straatonderbrekende torens zijn ontworpen door Kromhout en Groet (A.C. Kromhout en Jacob Groet) (Henkenshage/Onsenoort; Hellenburg/Sandenburch) en een samenwerking tussen dat kantoor en Bernard Bijvoet (Boeckenburg/Giessenbrug en Brittenburg/Merckenburg).      

## Kunst
Op de binnenplaatsen van drie van de vier woontorens zijn kunstwerken te vinden:
- Rustende vrouw van Jan Meefout
- Waterbuffels van Fioen Blaisse en
- Gewichtheffer van Pieter de Monchy.

## Afbeeldingen

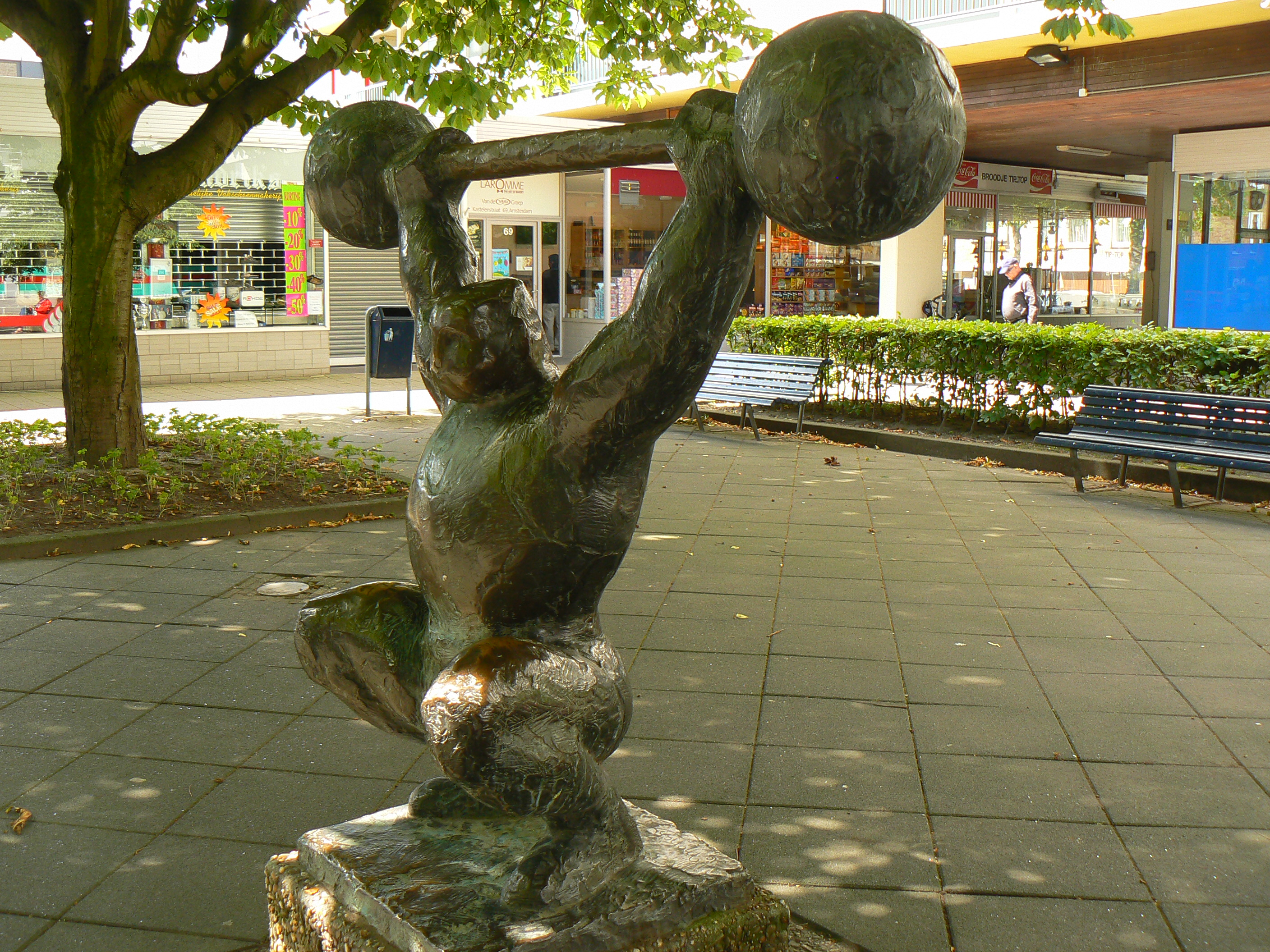
Gewichtheffer van Pieter de Monchy (2011)
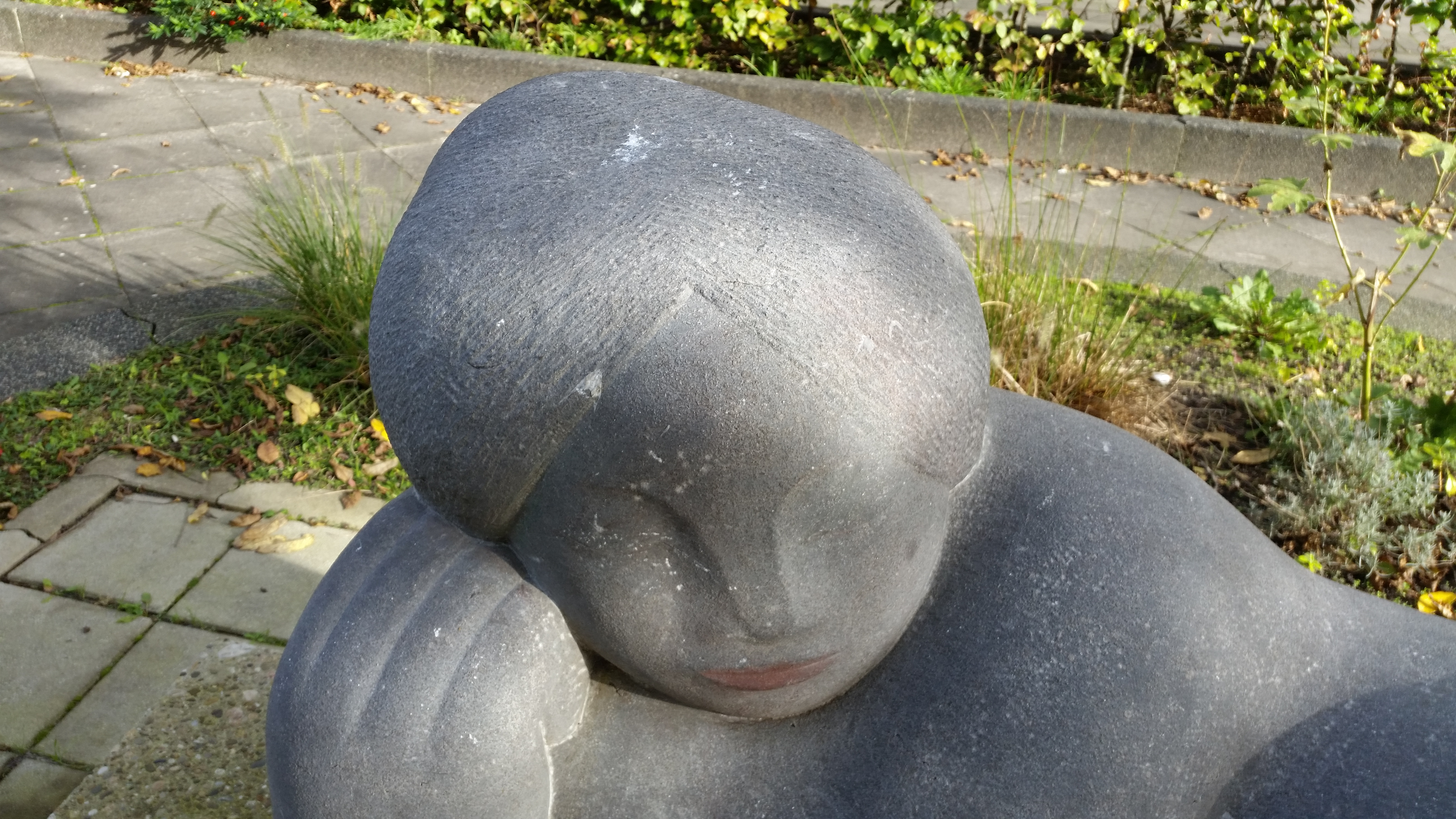
Rustende vrouw van Jan Meefout (oktober 2019)
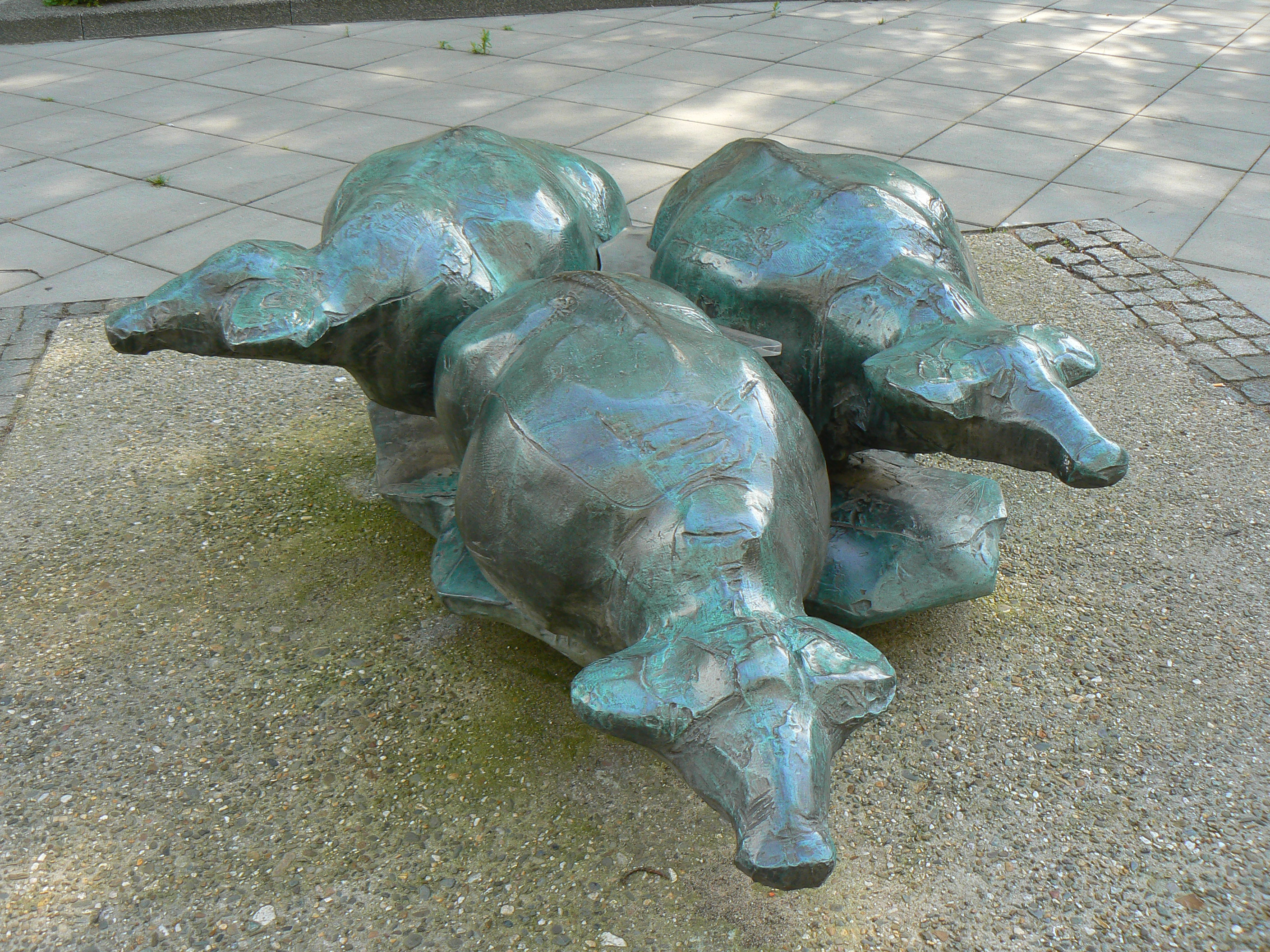
Waterbuffels van Fioen Blaisse (2011)